# Timbuktu (cantante)
Timbuktu, pseudonimo di Jason Michael Robinson Diakité (Lund, 11 gennaio 1975), è un cantante e rapper svedese.
Di origini afroamericane, canta principalmente in svedese e occasionalmente in inglese. Ha pubblicato 6 album, in cui si è contraddistinto come un rapper politico, influenzato dalla musica folk e dal blues americano, così come dalla musica africana e giamaicana.
Timbuktu ha iniziato a comporre nei primi anni novanta, e velocemente è diventato molto popolare nella scena rap scandinava, specialmente a Malmö, Stoccolma e Copenaghen. A metà degli anni novanta forma il suo primo gruppo (Excel) con un rapper danese.
Nel 2000 pubblica il suo primo album "Kontrakultur", seguito da "W.D.M.D." (2002), "The Botten Is Nådd" (2003), il live "Live! med Damn!" (2004), "Alla Vill Till Himmelen Men Ingen Vill Dö" (2005) e ultimo in ordine di tempo, "OberoendeFramkallande" (2007).
Nel settembre 2008 rilascia in esclusiva a The Pirate Bay il suo ultimo singolo Tack for kaffet in alta qualità e senza DRM.

## Discografia
Album in studio
- 1999 – Excel - Bright Lights, Big City
- 2000 – Timbuktu - T2: Kontrakultur
- 2002 – Timbuktu - W.D.M.D.
- 2003 – Timbuktu - The Botten Is Nådd
- 2004 – Timbuktu - Live! m/ damn!
- 2005 – Timbuktu - Alla vill till himmelen men ingen vill dö
- 2007 – Timbuktu - Oberoendeframkallande

Singoli
- 1996 – Falcon & Sleepy feat. Timbuktu - "Lifestress"
- 1998 – Excel - "Pump"
- 1999 – Excel - "All Nite Long"
- 1999 – Excel - "You Move Me"
- 1999 – Timbuktu - "The Conspiracy"
- 2000 – Timbuktu - "Independent Moves"
- 2000 – Timbuktu & Promoe - "Naked Lunch"
- 2000 – Timbuktu - "MVH"
- 2001 – Timbuktu - "Pendelparanoia"
- 2001 – Timbuktu - "Northface EP"
- 2001 – Timbuktu - "Alla Vet"
- 2002 – Timbuktu - "Gott Folk"
- 2002 – Timbuktu - "Jag Drar"
- 2002 – Timbuktu - "Ljudet Av.."
- 2002 – Timbuktu & Promoe - "The Bad Sleep Well EP"
- 2003 – Timbuktu & Promoe - "Vertigo"
- 2003 – Timbuktu - "Ett Brev"
- 2003 – Timbuktu - "The Botten Is Nådd"
- 2003 – Timbuktu m/ Peps Persson - "Dynamit!"
- 2004 – Timbuktu - "Alla Vill Till Himmelen Men Ingen Vill Dö"
- 2005 – Timbuktu m/ Chords & Supreme - "Det Löser Sej"
- 2005 – Timbuktu - "Stirra Ner"
- 2007 – Timbuktu - "Karmakontot"
- 2007 – Timbuktu - "Lika Barn Avvika Bäst Del 2"
- 2007 – Timbuktu - "Fantasi"

Filmografia:
- 2004 - Babylonsjukan
- 2005 - Timbuktu - "Funken Styr Våra Steg" (DVD)